# 황강리층
황강리층(黃江里層, Hwanggangri Formation)은 대한민국 옥천 습곡대에 분포하는 옥천 누층군의 변성퇴적암 지층이다. 황강리층은 지금은 충주댐 건설로 수몰된 제천시 한수면의 황강리 마을에서 이름이 유래된 지층으로 함력(含礫)천매암질암으로 구성된다. 이 지층은 옥천 누층군 중 가장 두꺼운 지층이며 제천시에서 충주시, 괴산군, 보은군, 옥천군, 대전광역시에 이르기까지 넓게 분포하는 지층이다.

## 개요
황강리층은 옥천 누층군 중 가장 두껍고 가장 넓게 분포하는 변성퇴적암 지층이다.
옥천 누층군(Okcheon supergroup)은 옥천 습곡대에 발달하는 변성퇴적암 지층으로, 심한 변형 작용을 받아 화석이 거의 없고 구조적 해석이나 방사능 절대연령 측정도 어려워 아직까지도 그 형성 시기와 조선 누층군과의 관계가 명확하게 밝혀지지 않았다. 옥천 누층군의 퇴적 시기에 대해서는 선캄브리아기라는 주장과 캄브리아기 이후라는 두 가지 주장이 대립하고 있다. 충주(1965), 황강리(1965), 제천(1967) 지질도폭에서 옥천 누층군은 시대 미상의 암석으로 분류되었으나, 장기홍(1972)은 충주시의 향산리 돌로마이트질 석회암층에서 고배류(古盃類; Archeocyatha) 화석을 발견하였고 이에 따라 계명산층을 선캄브리아기로, 향산리 돌로마이트층, 대향산 규암층, 문주리층 및 창리층을 조선 누층군에 대비하였으며 이재화 외(1989)는 황강리층에서 오르도비스기에 해당하는 코노돈트 화석을 발견하여 적어도 옥천 누층군의 일부는 고생대에 해당한다는 주장도 제기되었다. 클루젤 외(1991, 1992)는 옥천 누층군과 조선 누층군의 지층들은 동일 시대의 지층으로, 두 누층군의 암상의 차이는 분지의 깊이에 따른 횡적 퇴적상의 변화(lateral equivalent)로 보았다.
그러나 보다 최근에는 옥천 누층군이 조선 누층군 이전의 지층이라는 주장도 나오고 있다. 옥천 누층군 중 계명산층과 문주리층는 적어도 선캄브리아기에 해당하는 U-Pb 연대측정 결과가 나왔으나, 황강리층은 코노돈트 화석과 CHIME 연령(369±10 Ma; 데본기)과 SHRIMP U-Pb 연령(최저 746±32 Ma; 신원생대)이 모두 다른 결과를 보이고 있다. 최덕근 외(2012)는 옥천 누층군이 모두 선캄브리아기에 해당하는 것으로 보았으며, 장기홍(1972)이 발견한 고배류 화석이 사실 고배류 화석이 아니라고 밝혔다. 그리고 충주호 지역에서 옥천 누층군이 단층에 의해 고생대의 조선 누층군 위로 충상되어 있다고 해석했다. 그러나 이상과 같은 여러 연구에도 같은 옥천대 내에 분포하는 조선 누층군과 옥천 누층군이 서로 대비가 되느냐, 더 나아가 옥천 누층군의 지질시대가 선캄브리아기냐 고생대 이후냐 하는 문제는 현재까지도 해결되지 않은 미지의 문제로 남아 있다. 
최덕근 외(2012)에 의하면 황강리층은 담회색~암회색의 점토질과 석회질 다이아믹타이트로 구성되며 자갈(Clast)은 규암, 화강암, 셰일, 사암, 석회암, 돌로마이트 등이다. 가장 큰 것은 길이 2.3 m로 기록되었다. 최덕근 외는 중국 난후아 분지의 다이아믹타이트 지층과의 대비를 통해 황강리층의 지질시대를 신원생대 크리오스진기(Cryogenian)에 해당한다고 보았다. 그리고 북노리층이 황강리층과 같은 층이라고 해석했다.
| 지질시대                        | 충주 지질도폭 (1965)                         | 김옥준 (1968)                                         | 손치무 (1970) | 손치무 (1970)                                          | Reedman et al.(1973) | Reedman et al.(1973)                                  | Lee (1974)                               | Chough & Bahk (1992)                            | Lee (1995) | Lee (1995)                                   | 이민성 외 (1998)                             | 임순복 외 (2005, 06, 07)   | 최덕근 외 (2012) | 최덕근 외 (2012)                         |
| ------------------------------- | -------------------------------------------- | ----------------------------------------------------- | ------------- | ------------------------------------------------------ | -------------------- | ----------------------------------------------------- | ---------------------------------------- | ----------------------------------------------- | ---------- | -------------------------------------------- | -------------------------------------------- | -------------------------- | ---------------- | ---------------------------------------- |
| 트라이아스기                    | -                                            | -                                                     | -             | -                                                      | -                    | -                                                     | 황강리층                                 | -                                               | -          | -                                            | -                                            | -                          | -                | -                                        |
| 페름기 석탄기 데본기 실루리아기 | 문주리층 황강리층 명오리층 북노리층 서창리층 | -                                                     | 옥천층군      | 황강리층 운곡리층 서창리층 문주리층 미원층 대향산 규암 | -                    | -                                                     | -                                        | 문주리층 황강리층 한수 석회암 명오리층 북노리층 | -          | -                                            | 문주리층 황강리층 명오리층 북노리층 서창리층 | E 층 비봉층 C 층 B 층 A 층 | -                | -                                        |
| 페름기 석탄기 데본기 실루리아기 | 문주리층 황강리층 명오리층 북노리층 서창리층 | -                                                     | 충주층군      | 대향산층 계명산층                                      | -                    | -                                                     | -                                        | 문주리층 황강리층 한수 석회암 명오리층 북노리층 | -          | -                                            | 문주리층 황강리층 명오리층 북노리층 서창리층 | E 층 비봉층 C 층 B 층 A 층 | -                | -                                        |
| 오르도비스기 캄브리아기         | 조선계 고운리층                              | 조선 누층군                                           | 조선 누층군   | 조선 누층군                                            | 충주층군             | 삼태산층 계명산층 대향산층                            | 문주리층 대향산 규암 향산리 돌로마이트층 | 서창리층 계명산층 향산리 돌로마이트층 대향산층  | 덕평층군   | 명오리층 내사리층 황강리층 구룡산층 화전리층 | 고운리층 조선 누층군                         | F 층 황강리층              | -                | -                                        |
| 오르도비스기 캄브리아기         | 조선계 고운리층                              | 조선 누층군                                           | 조선 누층군   | 조선 누층군                                            | 충주층군             | 삼태산층 계명산층 대향산층                            | 문주리층 대향산 규암 향산리 돌로마이트층 | 서창리층 계명산층 향산리 돌로마이트층 대향산층  | 미원층군   | 운교리층 증평층                              | 고운리층 조선 누층군                         | F 층 황강리층              | -                | -                                        |
| 선캄브리아기                    | -                                            | 군자산층 황강리층 창리층 (서창리층+명오리층) 문주리층 | -             | -                                                      | 옥천층군             | 문주리층 황강리층 명오리층 북노리층 서창리층 고운리층 | 계명산층                                 | -                                               | -          | -                                            | -                                            | MV 층                      | 수안보층군       | 고운리층 명오리층 황강리층 문주리층      |
| 선캄브리아기                    | -                                            | 군자산층 황강리층 창리층 (서창리층+명오리층) 문주리층 | -             | -                                                      | 옥천층군             | 문주리층 황강리층 명오리층 북노리층 서창리층 고운리층 | 계명산층                                 | -                                               | -          | -                                            | -                                            | MV 층                      | 충주층군         | 대향산 규암 향산리 돌로마이트층 계명산층 |

### 황강리층의 지질시대
이재화 외(1989)는 충주시 갈마고개 부근 황강리층의 석회암질 역(礫)에서 코노돈트, 완족동물의 패각, 삼엽충 파편 등으로 구성된 미화석군을 발견하였다. 산출된 코노돈트 화석은 대체로 유럽의 트레마도시안(Tremadocian)에서 아레니지안(Arenigian)에 해당하는 층서범위로 하부 오르도비스기이며 이 화석군에 근거하여 황강리층의 지질시대를 초기 오르도비스기 이후인 것으로 해석하였다.
이하영 외(1989)는 충주시와 옥천군의 황강리층 석회암역에서 Microdictyon sp.?의 화석을 발견하고 황강리층을 고생대 오르도비스기 초기 이후에 대비했다. 그러나 최덕근 외(2012)는 이 화석의 존재가 재확인되어야 한다고 했다.
이지민 외(2000)는 충주시와 수안보온천 사이의 갈마고개, 마당바위 그리고 충주호 부근 살미면 내사리 지역에서 석회암 자갈의 시료를 채취하고 스트론튬 동위원소 분석을 실시하여, 황강리층의 퇴적시기는 적어도 고생대 오르도비스기 이후인 것으로 추정하였다.
스즈키 외(2006)는 충주시 지역 황강리층에 들어 있는 화강편마암 자갈의 CHIME 연령을 369±10 Ma (고생대 데본기 후기)로 측정하고 황강리층이 370~280 Ma에 퇴적되었다고 추정하였다. 화강편마암 자갈은 석영, 미사장석, 사장석, 녹니석으로 구성되고 부수적으로 저어콘, 제노타임, 모나자이트, 인회석, 티탄철광(ilmenite)을 포함한다.
최덕근 외(2013)는 보은군 보은군 수한면 동정리(북위 36° 28.395′  동경 127° 39.570′  / 북위 36.473250°  동경 127.659500° ) 지역에 분포하는 황강리층의 석회질 메타다이아믹타이트의 쇄설성 저어콘 SHRIMP U-Pb 연대측정을 실시하여 신원생대와 그 이전에 해당하는 연령값을 찾아내었다. 이 지역의 저어콘의 우라늄 함량은 45~696 ppm, 토륨 함량은 30~680 ppm이며 207Pb/235U, 206Pb/238U, 207Pb/206Pb 연대는 모두 선캄브리아기에 해당한다. 3개 연대 중 최저 연대는 신원생대에 해당하는 746±32 Ma, 최고 연대는 시생대와 원생대의 경계 부근인 2632±19 Ma이다. 황강리층에서 고원생대 연령이 나타나는 것은 황강리층이 퇴적될 당시에는 백령층군이나 임피층이 퇴적되었을 때보다 한반도의 선캄브리아기 기저 암석의 노출면적이 훨씬 더 넓어졌거나, 혹은 황강리층이 퇴적된 위치가 이러한 기저 암체로부터 퇴적물이 더 많이 유입되는 곳이었을 것으로 추정된다.

## 지역별 지질

### 제천시
제천 지질도폭(1967)에 의하면 충주시 동량면 손동리 지역에 분포하나 단층에 의해 옥천 누층군의 상부 2개 층이 낙하하여 지표에서 명오리층과 북노리층 없이 황강리층이 서창리층과 단층으로 접하고 있다. 그리고 남-북 방향의 인등산 단층 서부에서는 황강리층이 단층으로 떨어져 지표상에 분포하지 않는다. 이 지역에서는 북서 25~35°의 주향과 남서 30~40°의 경사를 보인다.
황강리 지질도폭(1965)에 의하면 황강리층 하부에는 명오리층이, 상부에는 문주리층이 정합으로 놓이며 전부 암회색 함력천매암질암으로 구성된다. 황강리층 내에는 습곡 구조가 발달하는데 특히 살미면 문화리의 북동 방향의 배사축을 중심으로 북측은 북서 40~45°, 남측은 남동 50~60°의 경사를 가지며 배사축의 양측에 역전등사습곡이 발달하며 주향은 대체로 북동 방향이다.

### 충주시
충주 지질도폭(1965)에 의하면 충주시 살미면 설운리, 용천리, 문강리, 수안보면 수회리, 괴산군 장연면 추점리와 방곡리에 넓게 분포하며 상부의 문주리층, 하부의 명오리층과 정합으로 접한다. 전 층이 암회색 함력(含礫)천매암질암으로 구성되어 있으며 괴산군-살미면-수안보면 경계 지역에서 중생대의 화강반암에 의해 관입당하였다.(→따라서 중생대 혹은 그 이전의 지층이다.) 황강리층 내에는 크고 작은 습곡 구조가 발달되며 특히 살미면 설운리의 북동 방향의 배사축을 중심으로 북측은 북서 40~45°, 남측은 남동 50~60°의 경사를 가진다. 주향은 대체로 북동 방향이다.
이민성 외(1998)에 의하면 옥천 누층군 중 가장 두껍고 분포 면적도 60%에 달하며 지층의 두께는 800 m 이상에 달하는 곳도 있다. 함력천매암질암 내에는 최대 5 m 두께의 석회암이 협재된다. 황강리층은 대개 괴상이나 드물게 쇄설물(클라스트)로부터 층리면을 추정할 수 있으며 이러한 곳의 주향은 대개 북동 30~60°이나 경사는 북서 60~80°또는 남동 30~50°로 상반되어 나타난다.
| wt.%   | 43.8~70.2 | 0.46~3.71 | 13.1~19.2 | 4.98~14.2 | 1.88~9.41 |        |        |          |        |          |          |         |      |      |
| 희토류 | 바나듐    | 크로뮴    | 코발트    | 니켈      | 구리      | 아연   | 루비듐 | 스트론튬 | 이트륨 | 지르코늄 | 나이오븀 | 바륨    | 납   | 토륨 |
| ppm    | 56~329    | 26~406    | 19~69     | 5~112     | 1~150     | 63~188 | 1~211  | 35~655   | 22~67  | 133~384  | 12~60    | 52~1503 | 1~88 | 1~27 |

충주시 수안보면 중산리 산 41-7 (북위 36° 52′ 55.33″ 동경 127° 58′ 54.96″ / 북위 36.8820361°  동경 127.9819333° )에는 국도 제3호선 도로사면에 황강리층의 암상을 대표적으로 보여주는 노두가 드러나 있다. 이 노두는 변성작용을 받아 천매암화된 함력이암이며 이암 내에 작은 역들이 무질서하게 분포한다.

### 괴산군
괴산~옥천 지역의 황강리층은 화강암의 관입으로 불연속적으로 분포한다. 괴산 지질도폭(1972)에 의하면 함력천매암질암으로 구성되고 문주리층을 정합으로 덮으며 괴산군 감물면 매전리, 장연면 장암리, 오가리, 송덕리와 칠성면의 대부분 지역에 분포한다.장풍광산은 괴산군 장연면 오가리에 위치하며 황강리층 내 함력천매암질암과 천매암을 관입한 흑운모 화강암중에 부존되어 있다. 화강암의 석영맥은 황동광과 황철석을 수반한다.

### 보은군~청주시
용유리 지질도폭(1973)에 의하면 괴산군 청천면 상신리, 보은군 산외면 장갑리, 백석리, 동화리, 속리산면 백현리, 북암리 서부에 분포하며 주로 역을 포함하는 흑색 내지 회백색 천매암으로 구성된다. 엽리는 북동 주향에 북서 경사를 보인다. 청천면 사담리의 덕가산 일대에는 규화된 부분도 있다.
미원 지질도폭(1979)에 의하면 보은군 산외면 탁주리, 구티리, 내북면 서지리에 분포하며 습곡에 의해 양쪽으로 문주리층과 부정합으로 접한다. 대체로 하부는 암회색함력석회질천매암, 상부는 흑색함력천매암질암으로 구성된다.
임순복 외(2007)는 보은군 회남면~청주시 상당구 미원면 지역에 분포하는 옥천 누층군을 비공식적으로 MV층, 황강리층, F층, B층, C층, 비봉층 6개 지층으로 구분하였다. 황강리층은 다양한 역(clast)들을 함유하는 사질~니질암이며 역의 종류는 석회암, 규암, 점판암, 천매암, 화강편마암, 편암 등 다양한다. 황강리층의 직하부에는 최대 9 m 두께의 결정질 석회암이 특징적으로 발달한다. 황강리층의 두께는 700~1200 m로 추정된다.
보은군 회인면 건천리 산 14-2 (북위 36° 28′ 43.35″ 동경 127° 38′ 33.19″ / 북위 36.4787083°  동경 127.6425528° )에는 수리티재 정상, 국도 제25호선의 도로변에 황강리층과 금강석회암의 부정합면이 드러난 노두가 대규모로 노출되어 있다. 황강리층은 (암)회색의 함력사질~니질암으로 구성되며 아래의 금강석회암에서 유래된 것으로 보이는 암석 조각들이 길게 신장된 형태로 포함되어 있다.

## 옥천군
보은 지질도폭(1977)에 의하면 황강리층은 옥천군 안내면과 군북면에 넓게 분포하며 문주리층과 창리층을 부정합으로 덮고 암회색 함력니질암으로 구성된다. 옥천 지질도폭(1978)에 의하면 황강리층은 광역변성작용을 받은 함력석회질니질암으로 하부에 금강석회암이 놓인다. 유백색의 중립결정질석회암인 금강석회암은 창리층 상위, 황강리층 하위에 놓이며 두께는 대개 2~4 m, 일부 지역에서 30 m이다. 옥천군 군서면 월전리, 국도 제37호선의 월전교차로 도로변에는 아래 사진과 같이 국도 제37호선(대청로)를 따라 황강리층이 200 m에 걸쳐 대규모로 드러나 있으며 월전교차로 바로 남서쪽에는 황강리층의 암회색 노두와 대비되는 밝은색의 암맥이 관입해 있다. 
옥천군 월전교차로 도로변의 황강리층 노두
- 밝은색 암맥과 어두운색 황강리층 및 대청로 표지판
북위 36° 18′ 22.7″ 동경 127° 32′ 55.2″ / 북위 36.306306°  동경 127.548667°
- 노두 중앙
북위 36° 18′ 22.6″ 동경 127° 32′ 57.4″ / 북위 36.306278°  동경 127.549278°
- 노두 우측
북위 36° 18′ 23.2″ 동경 127° 32′ 58.2″ / 북위 36.306444°  동경 127.549500°

옥천군 군북면 이평리의 환산로 도로변에는 황강리층과 문주리층의 노두가 드러나 있다.
옥천군 군북면 이평리 환산로 도로변의 황강리층 노두
- 부소담악주차장 부근
북위 36° 21′ 17.8″ 동경 127° 33′ 28.7″ / 북위 36.354944°  동경 127.557972°
- 북위 36° 21′ 41.4″ 동경 127° 33′ 38.2″ / 북위 36.361500°  동경 127.560611°
- 북위 36° 21′ 42.3″ 동경 127° 33′ 39.2″ / 북위 36.361750°  동경 127.560889°

옥천군 군북면 옥천군 군북면 이백리 산 15-7, 비야대정로 도로변에는 황강리층의 노두가 드러나 있다. 
옥천군 군북면 이백리 비야대정로 도로변의 황강리층 노두
- 북위 36° 19′ 57.3″ 동경 127° 32′ 03.7″ / 북위 36.332583°  동경 127.534361°

옥천군 동이면 우산리 산 12-19, 지방도 제505호선 도로변에는 황강리층의 노두가 드러나 있다. 
옥천군 동이면 우산리 지방도 제505호선 도로변의 황강리층 노두
- 북위 36° 15′ 46.4″ 동경 127° 42′ 30.2″ / 북위 36.262889°  동경 127.708389°

옥천군 군서면 상중리 산 23-4 (북위 36° 17′ 32.36″ 동경 127° 30′ 39.30″ / 북위 36.2923222°  동경 127.5109167° )의 도로사면에는 황강리층의 노두가 드러나 있다. 이곳의 황강리층은 천매암화된 함력이암으로 구성되며 층리면은 뚜렷하지 않다. 이암 내 자갈은 수 밀리미터~10 cm 크기며 무질서하게 분포한다.

## 지질유산

### 부소담악
옥천군 군북면 추소리 263-3 (북위 36° 21′ 15.97″ 동경 127° 33′ 31.09″ / 북위 36.3544361°  동경 127.5586361° )의 추소정 부소담악은 물 위로 솟은 황강리층의 암석이 700 m에 걸쳐 병풍처럼 늘어서 있는 기암절벽으로 탐방 데크길이 조성되어 있다. 부소담악은 절벽으로 통행에 위험해 추소정 정자 이후 130 m까지만 탐방이 가능하고 그 이후는 통행이 금지되어 있다. 
부소담악과 황강리층
- 금강 강변의 황강리층
- 부소담악 탐방로 바닥의 황강리층 노두
북위 36° 21′ 05.9″ 동경 127° 33′ 52.8″ / 북위 36.351639°  동경 127.564667°
- 부소담악 탐방로 조경석 (노두가 아님)
북위 36° 21′ 12.1″ 동경 127° 33′ 45.9″ / 북위 36.353361°  동경 127.562750°

### 돌팡깨
돌팡깨는 대한민국 충청북도 옥천군 군북면 항곡리에 위치한 옥천 누층군 황강리층 바위이다. 돌팡깨는 옥천군 군북면 항곡리 마을에 드러난 거대한 검은색 바위를 지칭하는 고유명사이다. 돌팡깨에는 안내판과 나무데크로 만들어진 탐방로가 설치되어 있다. 돌팡깨는 비야대정로 도로변에 위치해 접근성이 좋다. 바로 앞에 식당과 주차장이 있으며 도로명주소는 옥천군 군북면 비야대정로 536, 지번은 군북면 항곡리 152 이다. 산골짜기에서 금을 캤다고 해서 유래된 항곡마을 입구에 널리 퍼져있는 옥천대 변성퇴적암인 흑색 금강석회암 지대로 마을 주민들은 이곳을 돌무더기가 있는 언저리라는 뜻으로 돌팡깨라고 부른다. 현지 안내문에 의하면 군북면 항곡마을은 마을 입구 돌팡깨를 중심으로 널리 퍼져있는 옥천 습곡대의 변성퇴적암인 흑색 금강석회암(황강리층) 지대이다. 항곡마을은 꾀꼬리봉과 백골산이 품어주어 아늑하고 평화스러우며 들어내지 않는 여유로움이 있는 곳으로 마을 전체가 옥천 누층군 황강리층의 흑색바위의 거대한 힘에 의해 평화롭게 자리잡고 있는 모습이다. 
돌팡깨와 황강리층
- 돌팡깨 전경

## 광산과 지하자원

### 인성 금-은 광상
인성 금-은 광상은 옥천 누층군 황강리층에 발달한 열극충진 금-은 광상으로 충청북도 괴산군 장연면 추점리에 위치한다. 황강리층은 본 광상의 동남쪽에서 흑색 세립천매암인 서창리층과 부정합으로 접하고 서북쪽에서는 황강리층 위로 운모질 천매암, 석영-흑운모 편암으로 구성된 문주리층이 정합적으로 놓인다.

## 같이 보기
- 옥천 누층군
- 향산리 돌로마이트질 석회암층
- 문주리층
- 서창리층
- 제천시의 지질
- 충주시의 지질